# Bimatriz
Na teoria dos jogos, uma bimatriz é um jogo simultâneo para dois jogadores em que cada jogador tem um número finito de ações possíveis. O nome vem do fato de que a forma normal de tal jogo pode ser descrita por duas matrizes — a matriz {\displaystyle A} descreve os payoffs do jogador 1 e a matriz {\displaystyle B} descreve os payoffs do jogador 2.
O jogador 1 é frequentemente chamado de "jogador da linha" e o jogador 2, "jogador da coluna". Se o jogador 1 tem {\displaystyle m} ações possíveis e o jogador 2 tem {\displaystyle n} ações possíveis, então cada uma das duas matrizes tem {\displaystyle m} linhas por {\displaystyle n} colunas. Quando o jogador da linha seleciona a {\displaystyle i}-ésima ação e o jogador da coluna seleciona a {\displaystyle j}-ésima ação, o payoff para o jogador da linha é {\displaystyle A[i,j]} e o payoff para o jogador da coluna é {\displaystyle B[i,j]}.
Os jogadores também podem jogar estratégias mistas. Uma estratégia mista para o jogador da linha é um vetor não negativo {\displaystyle x} de comprimento {\displaystyle m} tal que: {\displaystyle \sum _{i=1}^{m}x_{i}=1}. Da mesma forma, uma estratégia mista para o jogador da coluna é um vetor não negativo {\displaystyle y} de comprimento {\displaystyle n} tal que: {\displaystyle \sum _{j=1}^{n}y_{j}=1}. Quando os jogadores jogam estratégias mistas com vetores {\displaystyle x} e {\displaystyle y}, o retorno esperado do jogador da linha é: {\displaystyle x^{T}Ay} e do jogador da coluna: {\displaystyle x^{T}By}.

## Equilíbrio de Nash na bimatriz
Todo jogo de bimatriz tem um equilíbrio de Nash em (possivelmente) estratégias mistas. Encontrar esse equilíbrio de Nash é um caso especial do problema de complementaridade linear e pode ser feito em tempo finito pelo algoritmo de Lemke-Howson.
Há uma redução do problema de encontrar um equilíbrio de Nash em uma bimatriz para o problema de encontrar um equilíbrio competitivo em uma economia com utilitários de Leontief.

## Temos relacionados
Um jogo de soma zero é um caso especial de uma bimatriz em que {\displaystyle A+B=0}.